# Yohan Demont
Yohan Demont (Valenciennes, 15 maggio 1978) è un ex calciatore francese, di ruolo difensore.

## Caratteristiche tecniche
Giocava come terzino destro.

## Palmarès
- Ligue 2: 1

Lens: 2008-2009
- Championnat National: 1

Beauvais: 1999-2000